# آراخیش
آراخیش (ارمنی: Արախիշ) یک منطقهٔ مسکونی در جمهوری آرتساخ است که در استان کاشاتاق واقع شده‌است.